# Afra (Syria)
Afra (arab. إفرة) – miejscowość w Syrii, w muhafazie Damaszek. W 2004 roku liczyła 1029 mieszkańców.